# Marvin Minsky
Marvin Minsky (n. 9 august 1927, New York City, New York, SUA – d. 24 ianuarie 2016, Boston, SUA) a fost un expert american în științe cognitive din domeniul inteligenței artificiale, cofondator al laboratorului de inteligență artificială de la MIT, laureat al Premiului Turing în 1969.

## Biografie
Marvin Lee Minsky s-a născut în New York și este fiul unui chirurg oftalmolog și al unei activiste de origine evreiască. A urmat cursurile școlii Fieldston din New York, liceul Bronx High School of Science și apoi școala superioară perparatoare Phillips Academy în Andover, Massachusetts. A fost înrolat în Marina americană între anii 1944 și 1945. A obținut diploma de licență în matematică la Harvard (1950) și un doctorat în matematică la Princeton (1954). A fost profesor la MIT din anul 1958. În 1959 el și John McCarthy au fondat Laboratorul pentru informatică și inteligență artificială. Este momentan „profesor Toshiba” de arte mediatice și științe și profesor de inginerie electrică și informatică.
Isaac Asimov l-a descris pe Minsky ca una din cele două persoane despre care ar recunoaște că ar fi mai inteligenți ca el, cealaltă fiind Carl Sagan.

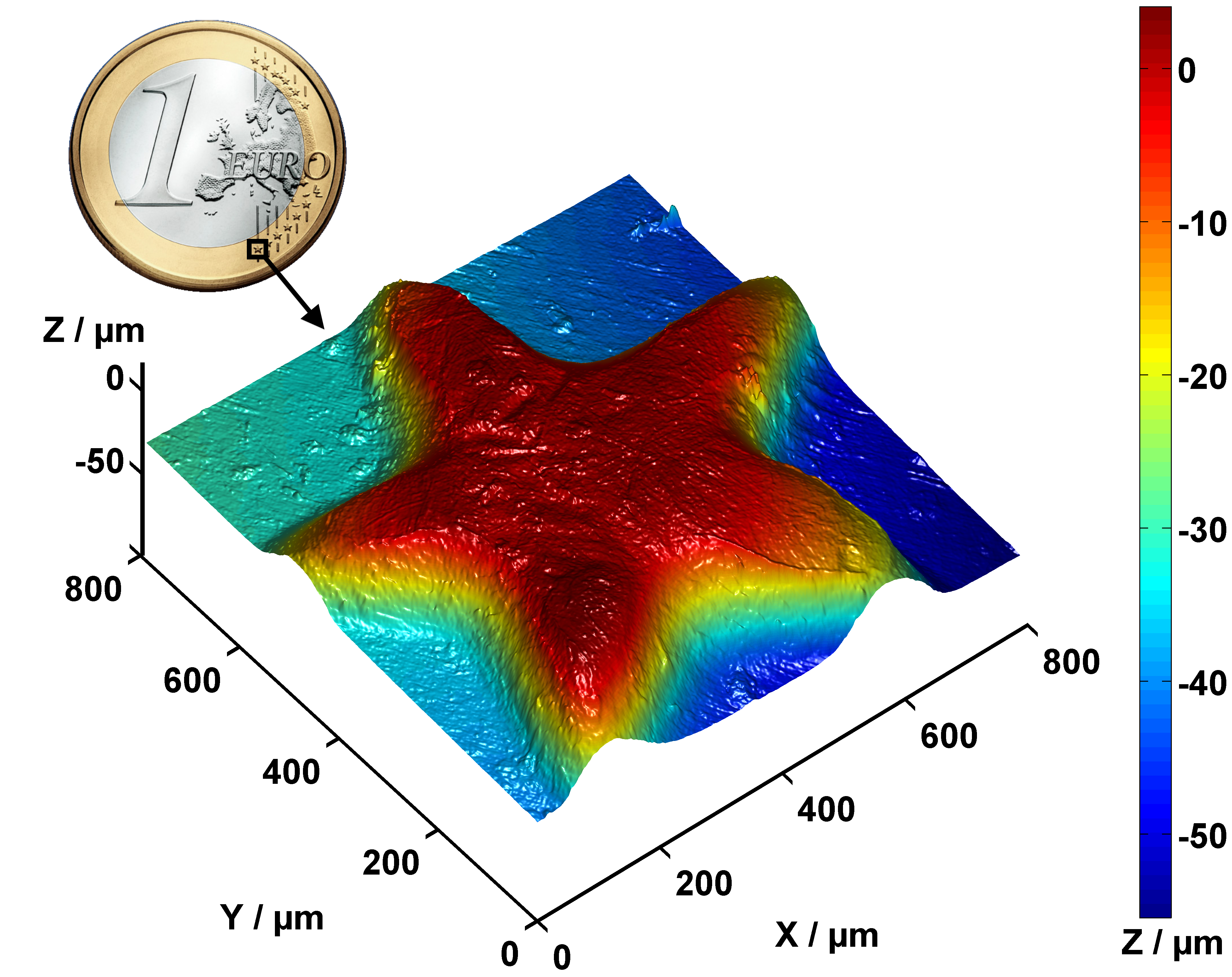
profil 3D al unei monede (parțial) măsurată cu un microscop confocal cu lumină albă modern.

Invențiile lui Minsky includ afișaj montat pe caschetă (HUD - Head-mounted Display) (1963) și microscopul confocal (1957, un instrument care precede instrumentului modern: microscop confocal cu laser). A dezvoltat, alături de Seymour Papert prima implementare a limbajului de programare Logo, un limbaj destinat copiilor care folosește o „broască țestoasă” pentru a desena pe un ecran. Minsky a mai construit, în 1951, prima rețea neuronală cu legături aleatorii, SNARC.
Minsky a scris cartea Perceptronii (Perceptrons) cu Seymour Papert) care a devenit o operă fundamentală pentru analiza rețelelor neuronale. A mai fundamentat alte modele faimoase pentru IA. Cartea sa Un cadru pentru reprezentarea cunoașterii (A framework for representing knowledge) a creat o nouă paradigmă pentru programare. În vreme ce Perceptronii are astăzi o importanță istorică mai mult decât practică, teoria cadrelor (frames) este utilizată în continuare. Minsky a mai scris despre posibilitatea ca formele de viață extraterestră ar putea gândi la fel ca oamenii, ceea ce ar permite comunicarea cu aceștia. A fost consultant pentru filmul2001: O odisee spațială (film) și numele său este menționat în film și în carte:
„Probabil nimeni nu va ști asta; nu a contat. În 1980, Minsky și Good au arătat cum rețelele neuronale pot fi generate prin auto-replicare prin intermediul unui program de învățare. Creierele artificiale pot fi „crescute” printr-un proces surprinzător de asemănător cu dezvoltarea unui creier uman. În orice caz, detaliile exacte nu vor fi cunoscute niciodată, și chiar dacă ar fi, ar fi de milioane de ori prea complexe pentru a fi înțelese de oameni.”—Arthur C. Clarke, 'Odiseea Spațială 2001
La începutul anilor 1970 în cadrul laboratorului de inteligență artificială de la MIT, Minsky și Papert au început dezvoltarea unor idei ce vor fi cunoscute sub numele teoria societății minții (Society of Mind). Teoria încearcă să explice cum ceea ce numim inteligență poate fi produsul unor interacțiuni ale unor părți non-inteligente. Minsky spune că cea mai mare sursă de idei despre teorie au venit din tentativa de a crea o mașină capabilă să folosească un braț robotic, o cameră video și un computer pentru a asambla blocuri folosite în jocurile copiilor. În 1986, Minsky a publicat cartea Societatea minții (Society of Mind), o lucrare comprehensivă despre teorie, spre deosebire de lucrările publicate anterior destinate unei audiențe generale.
În noiembrie 2006, Minsky a publicat Mașina emoțională (The Emotion Machine), o carte care critică multe teorii populare despre cum funcționează mintea umană și sugerează teorii alternative, care deseori înlocuiesc ideile simple cu altele mai complexe. Cartea se găsește gratuit pe saitul lui Minsky.

## Premii și afiliații
Minsky a câștigat Premiul Turing în 1969, the Premiul Japoniei în 1990, premiul IJCAI pentru excelență în cercetare în 1991 și Medalia Benjamin Franklin din partea Institutului Franklin în 2001. În 2006 a devenit „fellow” al Muzeului Istoriei Calculatoarelor „pentru co-fondarea domeniului inteligenței artificiale, pentru crearea primelor rețele neuronale și roboți și pentru dezvoltarea teoriilor cogniției umane și robotice.” În 2011 Minsky a fost introdus în galeria de faimă a inteligenței artificiale a IEEE Intelligent Systems pentru „contribuții importante aduse domeniului IA și a sistemelor inteligente” În 2014, Minsky a câștigat Premiul Dan David „Mintea digitală” în domeniul inteligenței artificiale. În 2013 a primit premiul fundației BBVA Frontierele Cunoașterii la categoria „tehnologii informaționale și de comunicare”
Marvin Minsky este afiliat următoarelor organizații:
- Academia Națională a Inginerilor (SUA)
- Academia Națională pentru Științe (SUA)
- Consiliul consultativ al Institutul extropianist[36]
- Consiliul consultativ științific al Fundației Alcor[37]
- Consiliul director al kynamatrix Research Network[38]

Minsky este un critic al  premiului Loebner.

## Viață personală

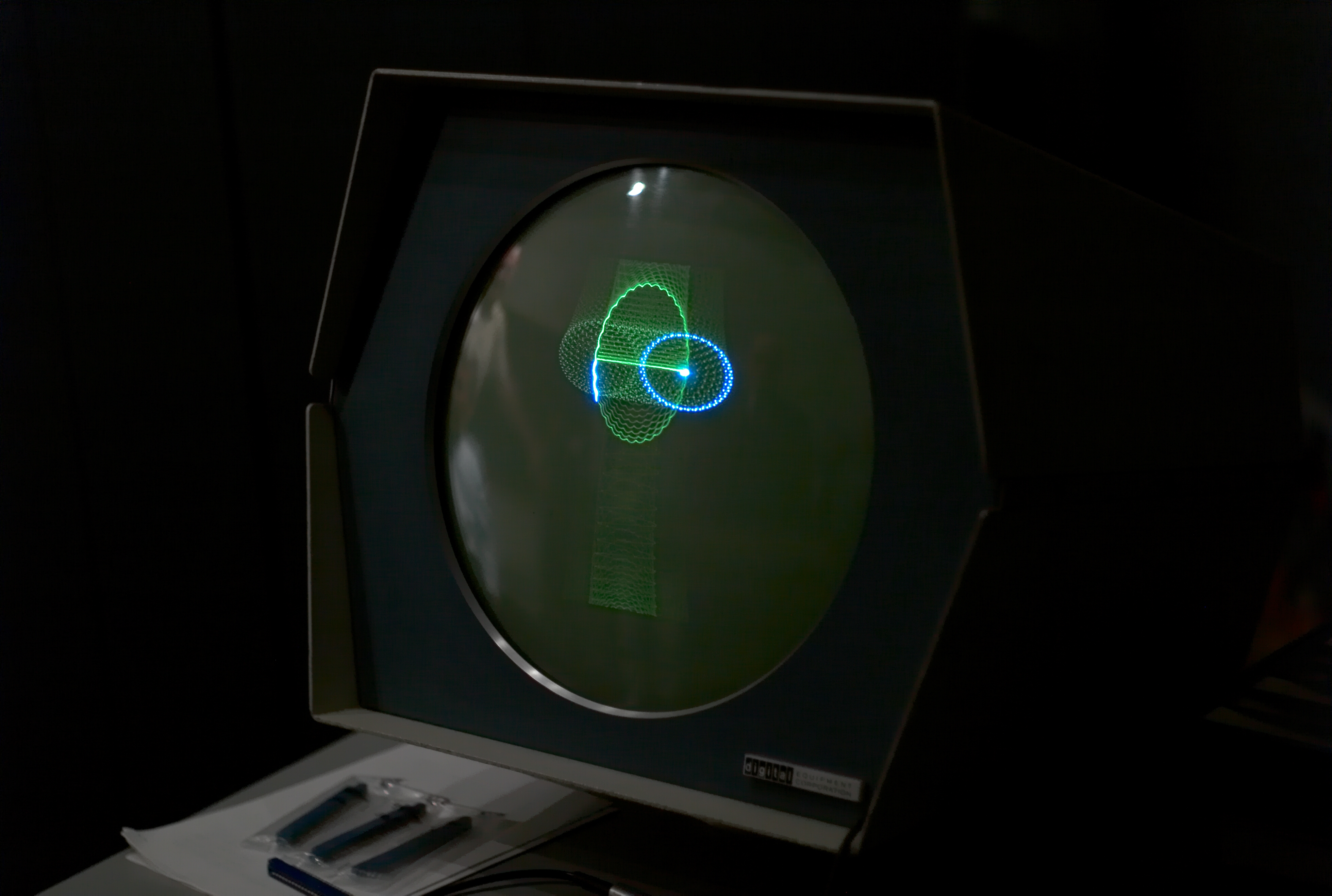
Minskytronul, sau „afișajul cu trei poziții” care rulează pe calculatorul PDP-11 al Muzeului Istoriei Calculatoarelor, 2007

Minsky este personaj într-un koan IA (atribuit studentului său, Danny Hillis), citat din Dicționarul hackerilor:
Pe vremea când Sussman era un novice, Minsky a venit o dată la el în timp ce hăcuia la un PDP-6.

„Ce faci acolo?” întreabă Minsky.

„Antrenez o rețea neuronală legată aleatoriu să joace X și 0”, a răspuns Sussman.

„De ce e legată aleatoriu rețeaua neuronală”, a întrebat Minsky.

„Nu vreau să aibă păreri preconcepute despre cum se joacă”, zise Sussman.

Minsky apoi închide ochii.

„De ce ai închis ochii?”, întreabă Sussman pe magistru.

„Ca să fie goală încăperea”.

Atunci Sussman s-a iluminat.
Minsky este ateu și a semnat o scrisoare deschisă a oamenilor de știință în favoarea crionicii.